# ۱۳۷۳ (خورشیدی)
سال ۱۳۷۳ هجری خورشیدی، سالی عادی است.

## رویدادها
- ۳۰ خرداد - بمب‌گذاری در حرم امام رضا
- ۲۷ تیر - انفجار مرکز همیاری یهودیان در بوئنوس آیرس، آرژانتین
- ۲۴ اسفند - امضای قانون تحریم سرمایه‌گذاری‌های بزرگ در ایران (قانون داماتو) توسط بیل کلینتون

## زادروزها

### فروردین

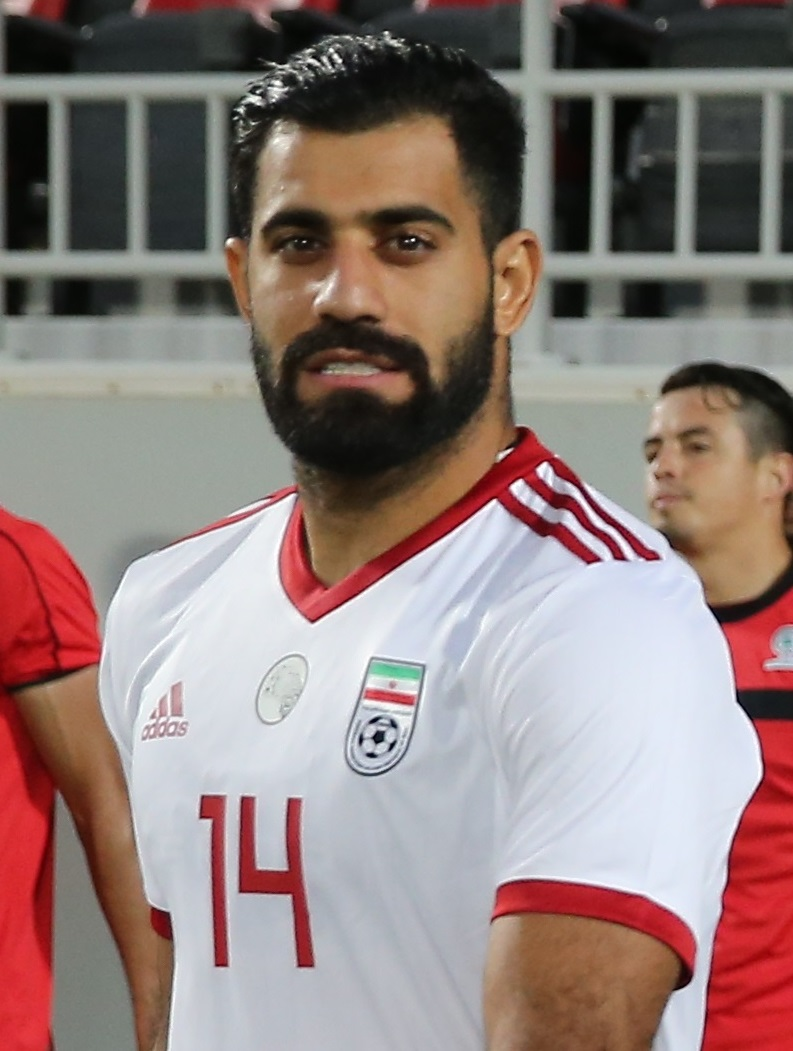
محمدحسین کنعانی‌زادگان

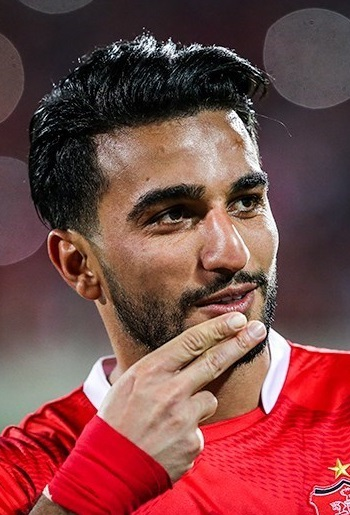
سیامک نعمتی

- ۱ فروردین - علی احمدی، بازیکن فوتبال
- ۳ فروردین - محمدحسین کنعانی‌زادگان، بازیکن فوتبال
- ۱۳ فروردین - بهمن تیموری، کشتی‌گیر
- ۱۵ فروردین - یونس سرمستی، کشتی‌گیر
- ۱۷ فروردین - پیمان یاراحمدی، کشتی‌گیر
- ۲۸ فروردین - احسان علوان‌زاده، بازیکن فوتبال
- ۲۸ فروردین - سیامک نعمتی، بازیکن فوتبال

### اردیبهشت

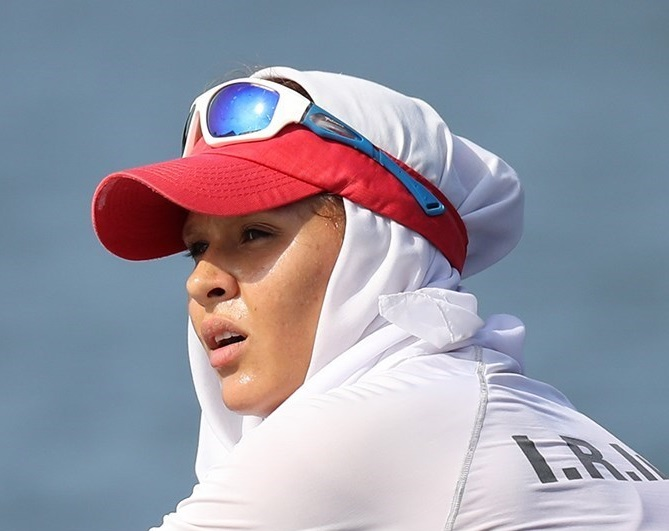
مهسا جاور

- ۵ اردیبهشت - سعید صادقی، بازیکن فوتبال
- ۵ اردیبهشت - علیرضا جعفری، بازیگر
- ۹ اردیبهشت - رضا علی‌پور، سنگنورد
- ۱۲ اردیبهشت - محمدعلی گرایی، کشتی‌گیر
- ۱۴ اردیبهشت - رضا ایار، بازیکن فوتبال
- ۲۲ اردیبهشت - مهسا جاور، قایقران

### خرداد
- ۹ خرداد - سعید جلالی‌راد، بازیکن فوتبال
- ۲۷ خرداد - حسین گل میرزایی، پینگ پنگ باز

### تیر

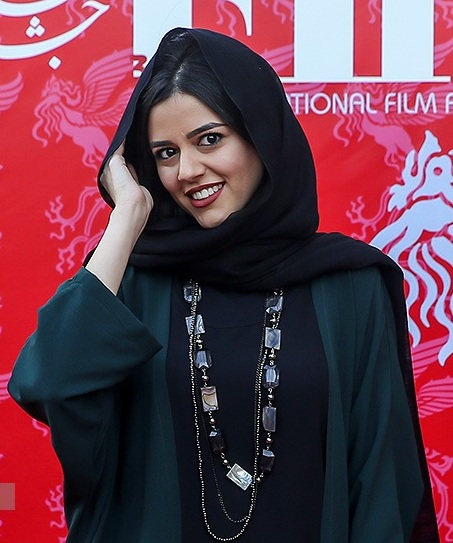
ماهور الوند

- تیر - پویا نوروزی‌نژاد، بازیکن هندبال
- ۱۶ تیر - میلاد کمندانی، بازیکن فوتبال
- ۲۲ تیر - ماهور الوند، بازیگر

### مرداد
- ۱۷ مرداد - رضا اطری، کشتی‌گیر

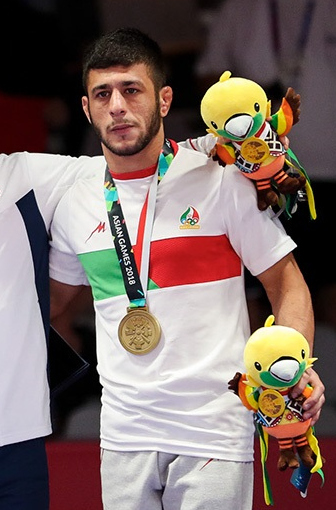
رضا اطری

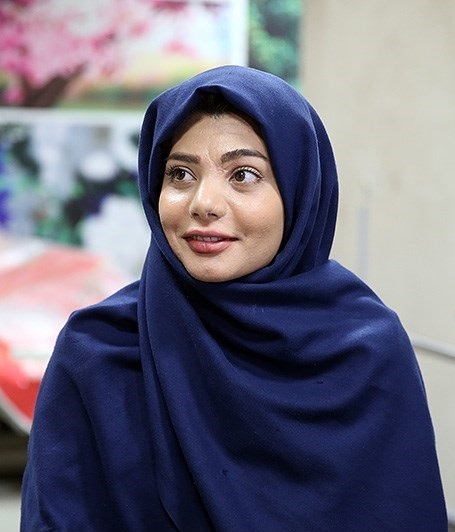
سارا عبدالملکی

- ۱۹ مرداد - میلاد جلالی، بازیکن فوتبال
- ۲۰ مرداد - سارا عبدالملکی، بازیکن راگبی
- ۳۱ مرداد - قاسم کارخانه، بازیکن والیبال

### شهریور

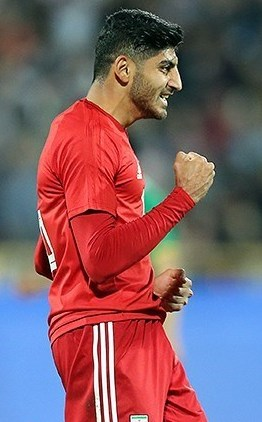
مهدی ترابی

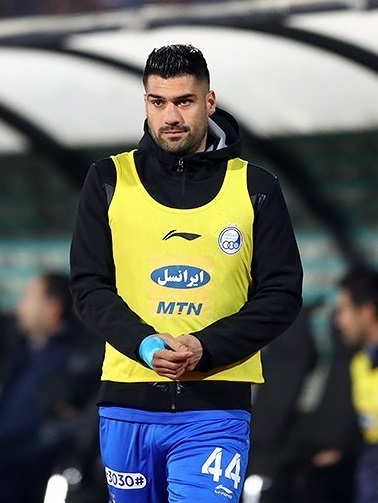
فرشاد محمدی‌مهر

- ۵ شهریور - مرتضی قدیمی‌پور، بازیکن فوتبال
- ۱۳ شهریور - فرشاد محمدی‌مهر، بازیکن فوتبال
- ۱۴ شهریور - آریا فاضلی‌منش، بازیکن اسکواش
- ۱۹ شهریور - مهدی ترابی، بازیکن فوتبال

### مهر

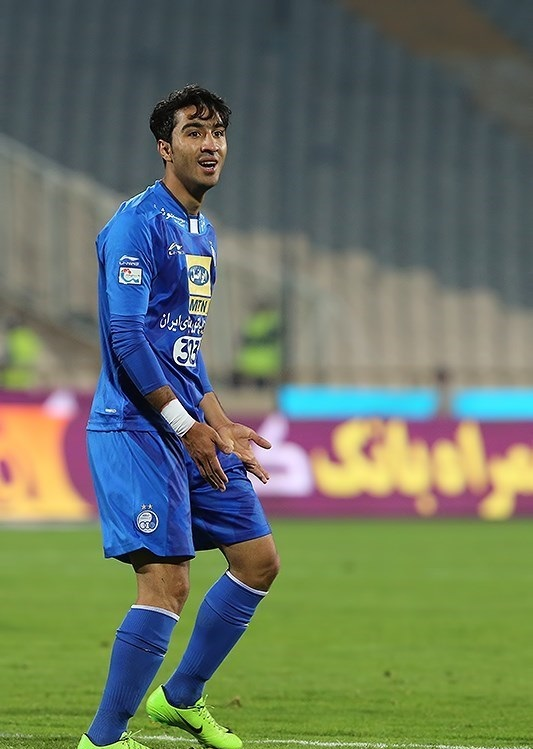
محسن کریمی

- ۱ مهر - محسن کریمی، بازیکن فوتبال
- ۲ مهر - رضا بهمئی، بازیکن فوتبال

### آبان
- ۱ آبان - رامین طاهری، کشتی‌گیر
- ۲۰ آبان - میلاد باقری، بازیکن فوتبال

### دی
- ۵ دی - حسن یزدانی، کشتی‌گیر

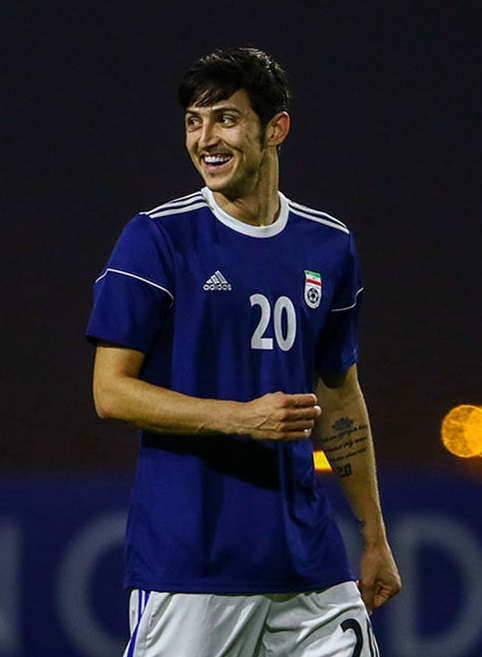
سردار آزمون

غزاله شکور

- ۵ دی - حسین تیزبر، بازیکن فوتبال هفت نفره
- ۹ دی - محمد نادری، تکواندوکار
- ۱۱ دی - سردار آزمون، بازیکن فوتبال
- ۱۵ دی - محمدحسین ابارقی، دونده سرعت
- ۲۶ دی - تکتم آخوندزاده، قایقران
- ۲۸ دی - غزاله شکور ، دانشجوی هنر ایران و اتریش و مقتول

### بهمن

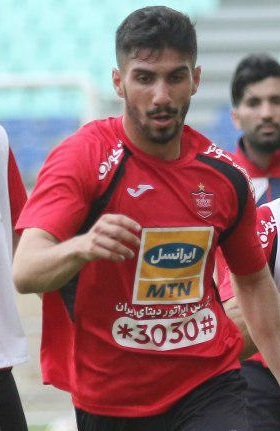
آدام همتی

- ۱ بهمن - فراز امام‌علی، بازیکن فوتبال
- ۲ بهمن - آدام همتی، بازیکن فوتبال
- ۳ بهمن - امید تیزتک، جودوکار
- ۴ بهمن - میثم جودکی، بازیکن فوتبال
- ۱۰ بهمن - محمدجواد جلالیان، بازیکن فوتبال
- ۱۱ بهمن - محمدحسین اکبر منادی، بازیکن فوتبال
- ۲۰ بهمن - سعید آقایی، بازیکن فوتبال
- ۲۷ بهمن - رضا شربتی، بازیکن فوتبال

### اسفند
- ۸ اسفند - پوریا امینی، بازیکن فوتبال
- ۱۱ اسفند - ماهان بغدادی، بازیکن فوتبال
- ۱۳ اسفند - ماهان بغدادی، بازیکن فوتبال

## درگذشت‌ها

### فروردین

روبرت اکهارت

- فروردین - سیامک یاسمی، کارگردان (زاده ۱۳۰۴)
- فروردین - روبرت اکهارت، کارگردان ایرانی ارمنی‌تبار (زاده ۱۳۱۴)

### اردیبهشت

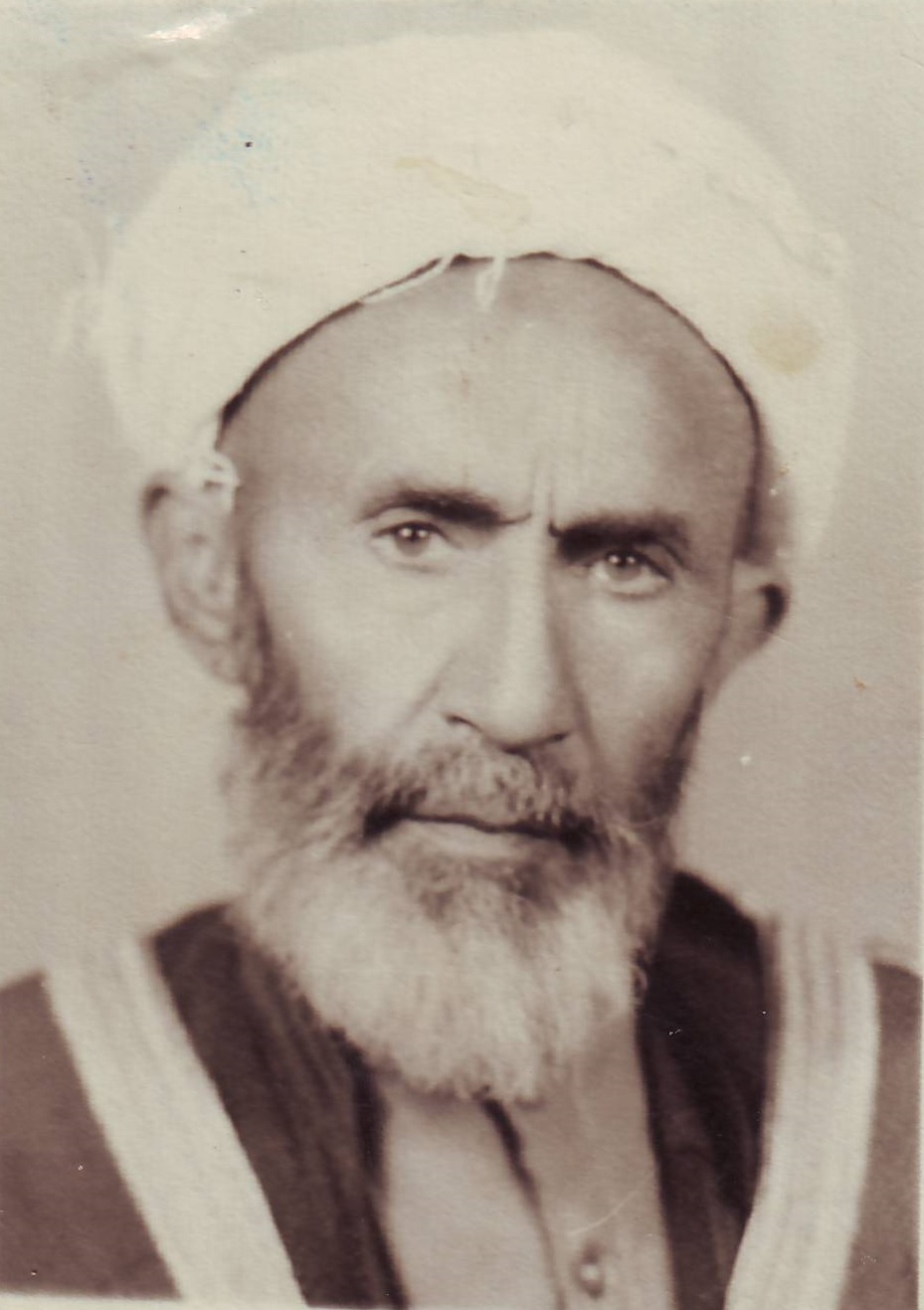
محمد زاهد ضیایی پاوه‌ای

- ۱ اردیبهشت - سید صدرالدین بلاغی، روحانی شیعه (زاده ۱۲۹۰)
- ۲ اردیبهشت - کمال‌الحق سلامی، نویسنده، مجری و گوینده (زاده ۱۳۲۷)
- ۴ اردیبهشت - علامه محمد زاهد ضیایی پاوه‌ای، فعال سیاسی کرد (زاده ۱۲۸۵)
- ۱۳ اردیبهشت - فرهاد غبرایی، مترجم (زاده ۱۳۲۸)

### خرداد
- خرداد - محمود قراملکی، آهنگساز و نوازنده (زاده ۱۳۱۰)
- ۹ خرداد - مهدی آذر، وزیر فرهنگ در کابینه دوم محمد مصدق (زاده ۱۲۸۰)
- ۱۵ خرداد - ارسلان پوریا، فیلسوف، تاریخ‌نگار، نمایشنامه نویس (زاده ۱۳۰۸)
- ۲۲ خرداد - علی‌محمد ساکی، محقق و مترجم (زاده ۱۳۱۴)

### تیر

عبدالعظیم ولیان

- تیر - حشمت سنجری، موسیقیدان، رهبر ارکستر و آهنگساز (زاده ۱۲۹۶)
- تیر - عبدالعظیم ولیان، وزیر تعاون و امور روستاها در دولت امیرعباس هویدا و استاندار خراسان (زاده ۱۳۰۴)
- ۸ تیر - طاطاوس میکائیلیان، رئیس شورای کشیشان پروتستان و یکی از قربانیان قتل‌های زنجیره‌ای ایران (زاده ۱۳۱۱)
- ۳۱ تیر - نظام فاطمی، کارگردان، فیلمنامه‌نویس و شاعر (زاده ۱۳۱۰)

### مرداد

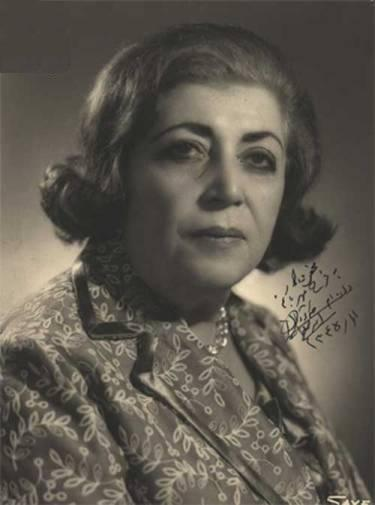
توران امیرسلیمانی

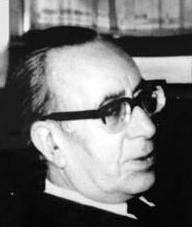
سید احمد فردید

- ۳ مرداد - هوشنگ پورکریم، مردم‌شناس (زاده ۱۳۱۱)
- ۲ مرداد - توران امیرسلیمانی، همسر سوم رضاشاه (زاده ۱۲۸۳)
- ۸ مرداد - ابراهیم زرین‌قلم، خوشنویس (زاده ۱۲۸۴)
- ۲۵ مرداد - سید احمد فردید، فیلسوف و متفکر (زاده ۱۲۸۹)

### شهریور
- ۱ شهریور - امیرمهدی بدیع، نویسنده و تاریخ‌نگار (زاده ۱۲۹۴)
- ۱۴ شهریور - فرهنگ مهرپرور، بازیگر (زاده ۱۳۲۴)
- ۱۵ شهریور - محمدرضا ایرانی، طراح و نقاش (زاده ۱۳۳۳)

### مهر

شمس‌الدین امیرعلائی

- مهر - شمس‌الدین امیرعلائی، سیاستمدار (زاده ۱۲۷۹)
- ۲۶ مهر - علی سجادی حسینی، کارگردان و فیلمنامه‌نویس (زاده ۱۳۳۳)
- ۳۰ مهر - محمدعلی نظران، سیاستمدار و افسر نظامی (زاده ۱۳۱۱)

### آبان
- ۸ آبان - مش اسماعیل، مجسمه‌ساز (زاده ۱۳۰۲)
- ۱۲ آبان - سید رضا صدر، برادر بزرگ سید موسی صدر (زاده ۱۳۰۰)
- ۲۲ آبان - مهرداد بهار، نویسنده و پژوهشگر و پنجمین فرزند ملک الشعرای بهار (زاده ۱۳۰۹)

### آذر

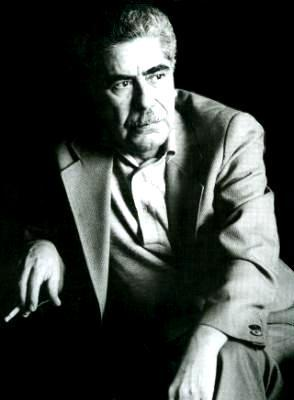
علی‌اکبر سعیدی سیرجانی

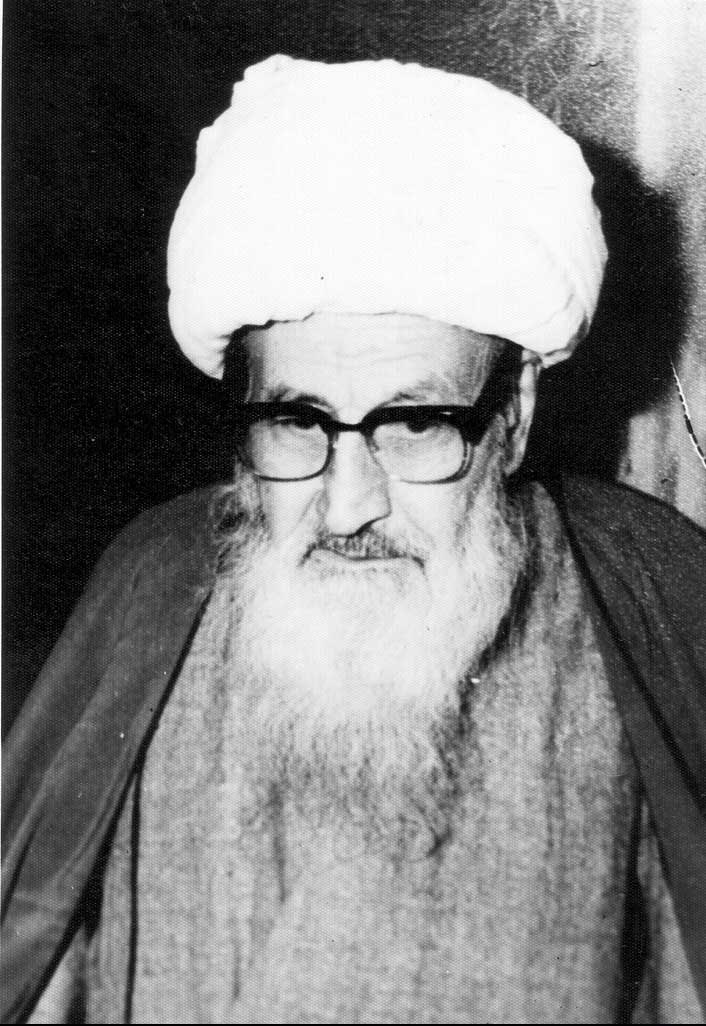
محمدعلی اراکی

- ۶ آذر - علی‌اکبر سعیدی سیرجانی، ادیب، پژوهشگر و فعال سیاسی (زاده ۱۳۱۰)
- ۸ آذر - آیت‌الله العظمی محمدعلی اراکی، فقیه و مرجع تقلید (زاده ۱۲۷۳)
- ۱۵ آذر - رجبعلی امیری فلاح، خواننده (زاده ۱۲۸۰)

### دی

شهید مصطفی اردستانی

- ۱۰ دی - رقیه چهره‌آزاد، هنرپیشه تئاتر و سینما (زاده ۱۲۸۶)
- ۱۵ دی - شهید امیر سرلشکر منصور ستاری، از فرماندگان نیروی هوایی ارتش جمهوری اسلامی ایران و رزمنده جنگ ایران و عراق (زاده ۱۳۲۷)
- ۱۵ دی - شهید سرلشکر خلبان مصطفی اردستانی، از فرماندگان نیروی هوایی ارتش جمهوری اسلامی ایران و رزمنده جنگ ایران و عراق (زاده ۱۳۲۸)
- ۱۵ دی - شهید سرلشکر علیرضا یاسینی، خلبان و رزمنده جنگ ایران و عراق (زاده ۱۳۳۰)
- ۲۶ دی - مرتضی عبدالرسولی، خوشنویس (زاده ۱۲۸۴)

### بهمن

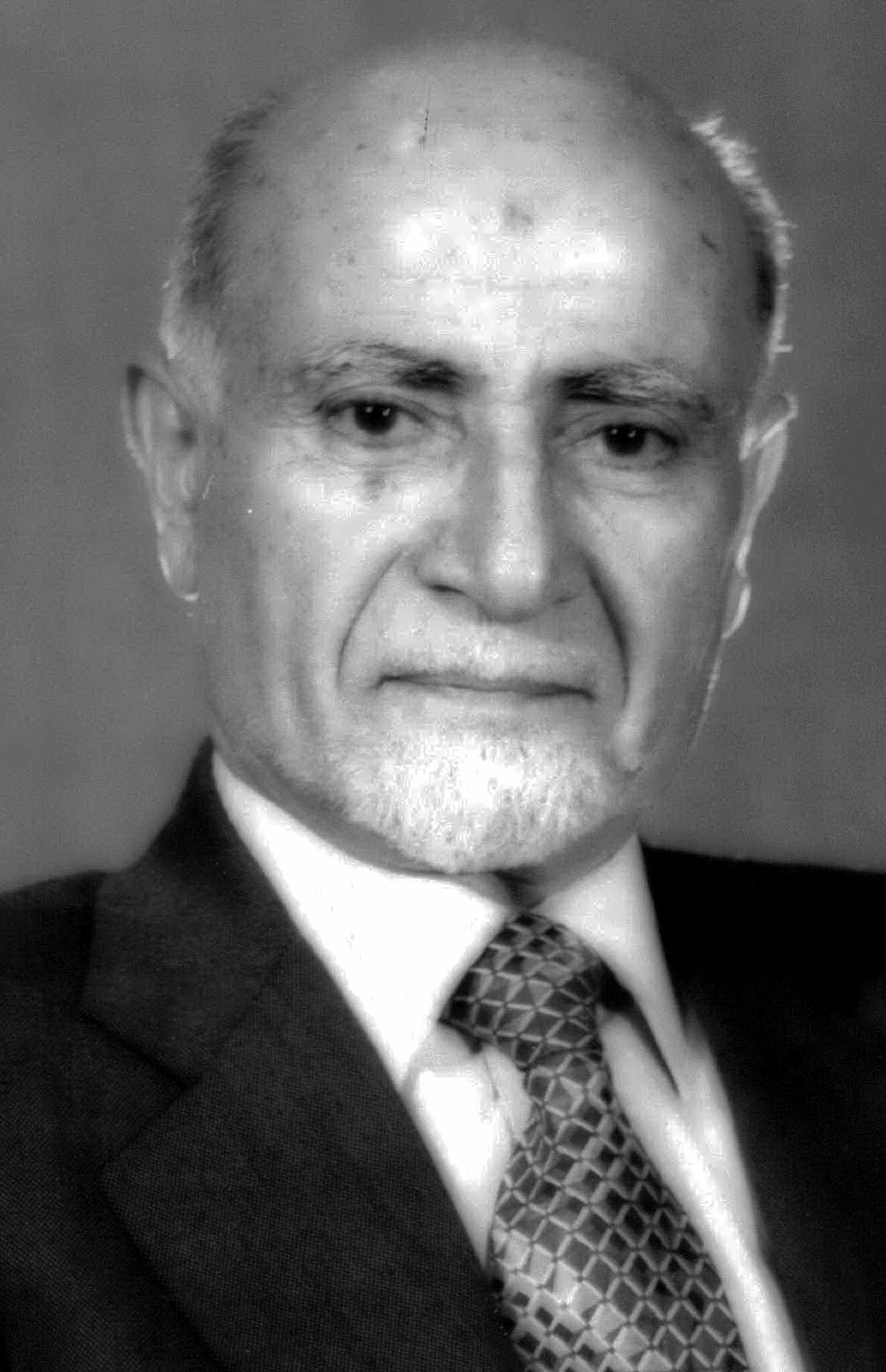
مهدی بازرگان

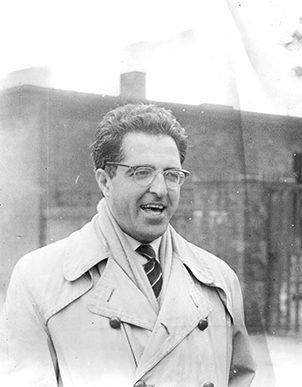
عباس زریاب خویی

- ۱ بهمن - مهدی بازرگان، سیاستمدار، هفتاد و پنجمین نخست‌وزیر ایران، عضو جبهه ملی ایران، مؤسس نهضت آزادی ایران، استاد دانشگاه و رئیس دانشکده فنی دانشگاه تهران (زاده ۱۲۸۶)
- ۱۴ بهمن - عباس زریاب خویی، مورخ، ادیب، نویسنده و مترجم (زاده ۱۲۹۸)
- ۱۵ بهمن - نادر بیات، بازیگر (زاده ۱۳۱۸)

### اسفند

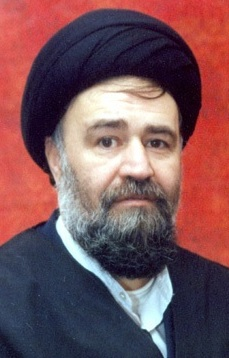
سید احمد خمینی

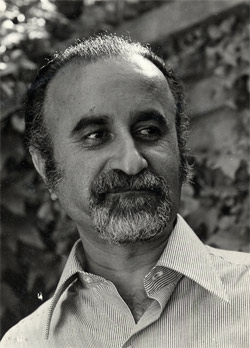
محمد زهری

- اسفند - احمد سهیلی خوانساری، پژوهشگر، عتیقه‌شناس، خطاط و شاعر (زاده ۱۲۹۱)
- ۱۵ اسفند - محمد زهری، شاعر (زاده ۱۳۰۵)
- ۲۵ اسفند - سید احمد خمینی، دومین پسر سید روح‌الله خمینی (زاده ۱۳۲۴)